# Homenaje al Agente Comercial
El Homenaje al Agente Comercial es una obra escultórica en bronce de 1998, diseñada por el escultor español, Francisco López Hernández, y ubicada en la Estación de Atocha, en Madrid.

## Iconografía
El monumento se compone de una estatua de estilo figurativo realista sobre un vendedor de sexo masculino, vestido con un atuendo formal sobre un pedestal de baja altura, el cual representa el estereotipo de un agente comercial durante el siglo xx. El hombre se encuentra anotando un pedido de ventas sobre una carpeta, tal como debían hacer los ejecutivos de ventas previo a la dematerialización del proceso de venta.

## Historia
La figura esculpida en bronce por Francisco López Hernández, fue instalada en 1998, en el antiguo apeadero de la estación ferroviaria de la capital española.
En 2001 fue creada una estampilla del monumento para conmemorar el 75 aniversario de los colegios de agentes comerciales de España.